# Franz-Reinhard Habbel

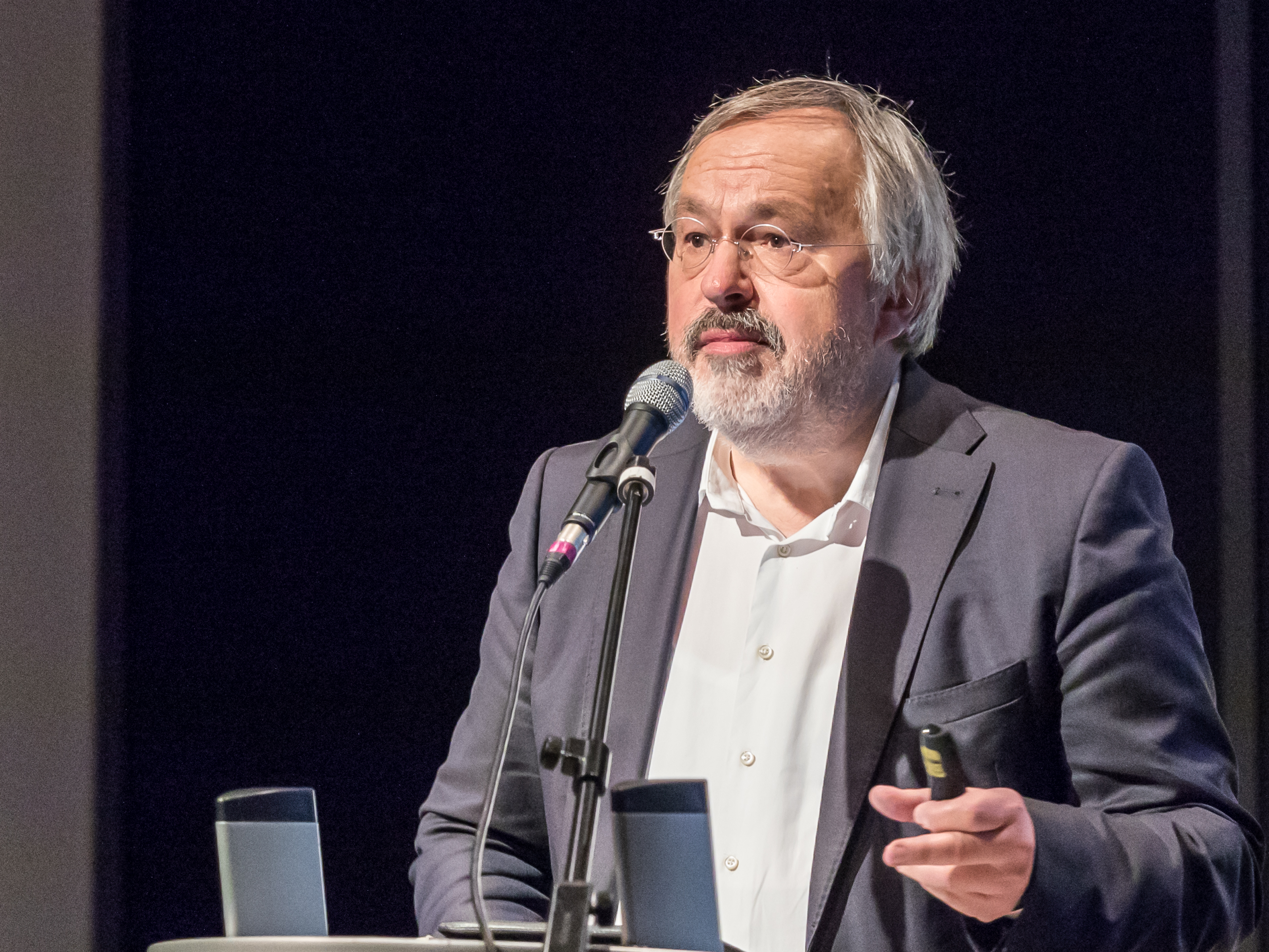
Franz-Reinhard Habbel, 2018

Franz-Reinhard Habbel (* 1950) ist ein deutscher Schriftsteller und ehemaliger Sprecher des Deutschen Städte- und Gemeindebundes mit Sitz in Berlin. Er gehört als Herausgeber von Sachbüchern, Redner und Mitglied hochkarätiger Fachgremien zu den führenden Köpfen der Einführung von E-Government in Deutschland.

## Leben
Habbel leitete ab 1978 das Kreistagsbüro des Hochsauerlandkreises. Seine erste Sprecherposition erhielt er 1982 beim  Städte- und Gemeindebund Nordrhein-Westfalen sowie beim Deutschen Städte- und Gemeindebund (DStGB), Düsseldorf. 1998 wurde er bundesweiter Sprecher des DStGB in Berlin und bekleidete diese Position bis Ende des Jahres 2017. Als Sprecher dieses kommunalen Spitzenverbandes artikulierte er die Interessen von 11.000 Kommunen in Deutschland. Er ist Gründer des Innovators Clubs des DStGB. Darin befassen sich rund 40 Oberbürgermeister, Bürgermeister und Landräte sowie Führungskräfte aus Politik, Wirtschaft und Wissenschaft interdisziplinär mit strategischen Zukunftsthemen der Kommunen.
Habbel ist ehrenamtlicher Botschafter für kommunale Entwicklungspolitik beim Bundesministerium für Wirtschaftliche Zusammenarbeit und Entwicklung.

## E-Government
Habbel ist ein Vordenker der E-Government-Strategie in der Bundesrepublik. Sein Fokus richtet sich dabei nicht nur auf den kommunalen Sektor. Er wirkte in zahlreichen Sachverständigen-Kommissionen wie der Enquete-Kommission Neue Medien des Deutschen Bundestages, der Arbeitsgruppe der Bundesministerien Forschung, Bildung und Technologie sowie Wirtschaft zur digitalen Signatur oder der Arbeitsgruppe Verwaltung der D21-Initiative – Deutschlands Weg in die Informationsgesellschaft mit. Zudem war er Beiratsmitglied des Forschungsprojektes Mobile Multimediadienste des Bundesministeriums für Wirtschaft und Technologie. Ab 2010 vertrat er als Direktor für politische Grundsatzfragen des DStGB die Kommunen im IT-Planungsrat von Bund und Ländern.
Habbel führt ein eigenes Blog zur Verwaltungsmodernisierung. Dessen Kernaussage lautet: Ohne Modernisierung des Public Sectors wird es keine grundlegenden Reformen in Deutschland geben. Politik und Verwaltung brauchen eine politische Leitvision.

## Schriften
Habbel hat zu den Themen Modernisierung, E-Government, E-Democracy, Globalisierung und Internet zahlreiche Schriften veröffentlicht und Vorträge im In- und Ausland gehalten. Im Jahr 2012 hat er die Social-Media-Guidelines des DStGB herausgegeben.
Er ist Mitherausgeber der Zeitschrift Kommunal, dem größten europäischen Periodikum für Städte und Gemeinden.
Er ist Herausgeber von Buchbänden wie:
- Wertschöpfung für die Wirtschaft. Verlag Werner Hülsbusch (Hrsg. mit Elisabeth Slapio und Andreas Huber) ISBN 978-3-86488-051-3 (PDF: http://www.wertschoepfung-fuer-die-wirtschaft.de)
- Wirtschaftsförderung 2.0. Erfolgreiche Strategien der Zusammenarbeit von Wirtschaft, Verwaltung und Politik in Clustern und sozialen Netzwerken. Verlag Werner Hülsbusch (Hrsg. mit Andreas Huber). ISBN 978-3-940317-68-1 (PDF: http://www.wirtschaftsfoerderung20.de)
- Web 2.0 für Kommunen und Kommunalpolitik. Neue Formen der Zusammenarbeit von Politik, Wirtschaft, Verwaltung und Bürger. Verlag Werner Hülsbusch (Hrsg. mit Andreas Huber). ISBN 978-3-940317-36-0 (PDF: http://www.kommune20.de)
- Wellenreiter. Kommunale Politik im Kontext von digitalen Meinungsimpulswellen. Verlag Werner Hülsbusch (Hrsg. mit Salvatore Vanasco). ISBN 978-3-86488-025-4 (PDF: http://www.wellenreiter.de)
- Abenteuer Kommune – Auf dem Weg zu einer lokalorientierten Politik. (Sammlung von Reden und Aufsätzen Habbels als E-Book).